# Chanson d'Azincourt
Pour les articles homonymes, voir Azincourt (homonymie).

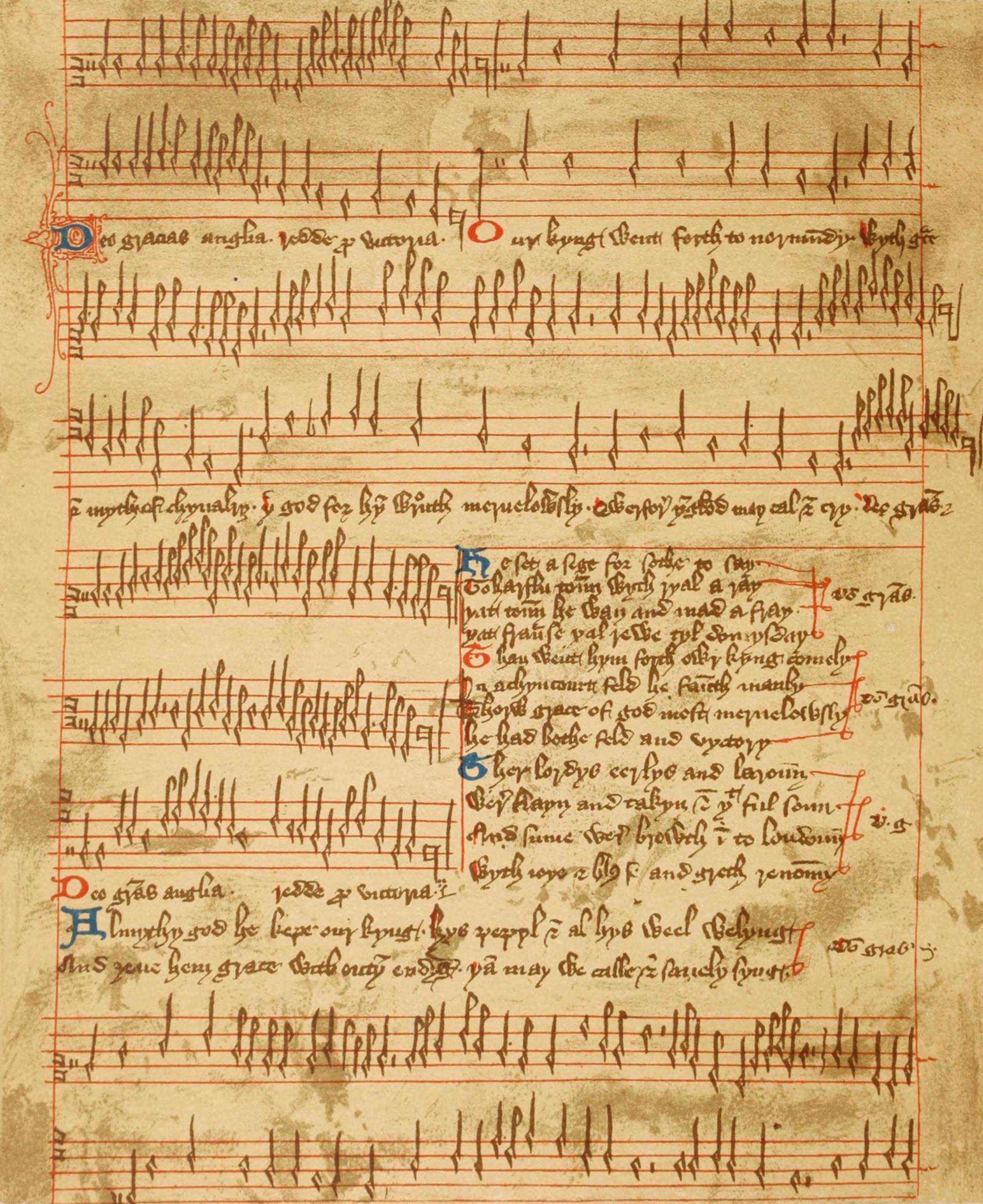
Partition

La chanson d'Azincourt ou Deo gratias Anglia (en anglais Agincourt Carol, parfois Agincourt Song ou Agincourt Hymn) est une chanson anglaise composée au début du XVe siècle, qui raconte la bataille d'Azincourt ([1415]), au cours de laquelle l'armée anglaise commandée par Henri V l'emporte sur celle du roi de France Charles VI, dans l'actuel Pas-de-Calais. La partition la plus ancienne se trouve dans le Trinity Carol Roll (en), un recueil de treize chansons, conservé à la bibliothèque Wren (en) du Trinity College de Cambridge.

## Paroles
Deo gratias Anglia redde pro victoria!
[Angleterre, rends grâce à Dieu pour la victoire !]
Owre Kynge went forth to Normandy
With grace and myght of chyvalry
Ther God for hym wrought mervelusly;
Wherefore Englonde may call and cry
Refrain
Deo gratias!
Deo gratias Anglia redde pro victoria!
He sette sege, forsothe to say,
To Harflu towne with ryal aray;
That toune he wan and made afray
That Fraunce shal rewe tyl domesday.
Refrain
Then went hym forth, owre king comely,
In Agincourt feld he faught manly;
Throw grace of God most marvelsuly,
He had both feld and victory.
Refrain
Ther lordys, erles and barone
Were slayne and taken and that full soon,
Ans summe were broght into Lundone
With joye and blisse and gret renone.
Refrain
Almighty God he keep owre kynge,
His peple, and alle his well-wyllynge,
And give them grace wythoute endyng;
Then may we call and savely syng:
Refrain